# Waldonys
Waldonis José Torres de Menezes (Fortaleza, 14 de setembro de 1972), mais conhecido como Waldonys, é um cantor, paraquedista e piloto acrobático. Seu pai, Eurides, era acordeonista amador e o incentivou a iniciar seus estudos musicais com aulas particulares a partir dos 11 anos. Posteriormente teve aulas teóricas no Conservatório Alberto Nepomuceno. Nessa época, conhece Dominguinhos, que o apresenta a Luiz Gonzaga, participando em 1988 da gravação do LP Aí Tem, na música Fruta Madura, na qual seu nome é citado por Luiz Gonzaga. Waldonys também gravou um clipe da música Sonho de Ícaro com a Esquadrilha da Fumaça.

## Discografia
- Viva Gonzagão (1992)
- Veleiros (1993)
- Quem Não Dança, Dança (1995)
- Coração da Sanfona (1997)
- Waldonys Canta e Toca Sucessos Nordestinos (1999)
- Aprendi com o Rei 1 (2001)
- Aprendi com o Rei 2 (2003)
- Anjo Querubim (2005)
- Eterno Aprendiz (2007)
- Waldonys 20 Anos (2007)
- Uni-Verso (2009)
- Sonho de Ícaro (2009)
- Parte do que Aprendi - Mensagens (2011)